# Premio Ambiente Faraglioni di Puglia
Il premio Ambiente Faraglioni di Puglia è nato nel 2001 a Mattinata. La prima edizione era prevista per l'11 settembre 2001. L'evento è stato poi sospeso e rimandato all'anno successivo, per rispetto alle vittime degli attentati di New York.
Lo scopo del premio è quello di riconoscere il merito di persone o/e organizzazioni che attraverso la propria attività hanno contribuito a diffondere la cultura della Tutela e della Sostenibilità Ambientale in campo sociale e culturale. La manifestazione è patrocinata dal Ministero dell'Ambiente, dalla Regione Puglia, dalla Provincia di Foggia, dal Parco Nazionale del Gargano, con la collaborazione di Assindustria della Capitanata e di numerose altre realtà economiche del Territorio.

## Edizioni
| Edizione | Data              | Presentatori                                 | Premiati | Ospiti                                                              | Location                          |
| -------- | ----------------- | -------------------------------------------- | --- | ------------------------------------------------------------------- | --------------------------------- |
| I        | giugno 2002       | Natalia Estrada                              | | Lucio Dalla                                                         | darsena del porticciolo turistico |
| II       | 4 settembre 2003  | Giulio Golia e Ela Weber                     | |                                                                     | darsena del porticciolo turistico |
| III      | 10 settembre 2004 | - Giampiero Ingrassia - Simona Samarella     | | Sergio Viglianese                                                   | piazza Santa Maria della Luce     |
| IV       | 2 settembre 2005  | - Jimmy Ghione - Donatella Pompadour         | | - Nello Iorio - Francesco Scimeni - Michele Zarrillo - Renzo Arbore | piazza Santa Maria della Luce     |
| V        | 3 agosto 2006     | - Jonis Bascir - Miriana Trevisan            | | - Paolo Belli con la Big Band - Marco Cristi                        | piazza Santa Maria della Luce     |
| VI       | 16 luglio 2007    | - Tiziana Ferrario - Attilio Romita          | Marco Gisotti Fulco Pratesi | - Enzo Gragnaniello e l'orchestra sinfonica di Kiev - Trettré       | piazza Santa Maria della Luce     |
| VII      | 21 luglio 2008    | - Attilio Romita - Rosanna Cancellieri       | | - Simone Cristicchi - Gianluca Ansanelli                            | piazza Santa Maria della Luce     |
| VIII     | 24 luglio 2009    | Attilio Romita                               | | - Neri per Caso - Nando Varriale - Gli Arkè String Quartet          | piazza Santa Maria della Luce     |
| IX       | 29 luglio 2010    |                                              | | Franklin (gruppo musicale)                                          | Piazza Aldo Moro                  |
| IX       | 30 luglio 2010    | Natalia Valli                                | |                                                                     | Piazza Aldo Moro                  |
| IX       | 31 luglio 2010    | Nancy Squitieri                              | - Angela Barbanente - Paolo Guidetti - Massimo Lo Cicero - Francesco Colletta, | Nuova Compagnia di Canto Popolare                                   | darsena del porticciolo turistico |
| X        | 1º agosto 2011    | - Anna Rita Granatiero - Vincenzo De Michele | - Mimmo Paladino - Domenico Di Paola - Peppe Barra - Angela Rossini - Giovanni Quitadamo | - Kimen Farias - Peppe Barra - Francesca Grimaldi                   | piazza Santa Maria della Luce     |
| XI       | 1º agosto 2012    | - Veronica Pellegrino - Vincenzo De Michele  | - la Rete di associazioni per la tutela del mare Adriatico e Ionio contro le trivellazioni petrolifere - I monaci dell'Abazia di Pulsano - Claudio Natile - Carmine Campaniello - Francesco Granatiero, | Mariella Nava                                                       | piazza Santa Maria della Luce     |
| XII      | 7 settembre 2013  | Edizione priva di presentatori               | - Nicoletta De Rossi - Leonardo Campanelli - Prencipe Donato | - Vinicio Capossela e La Banda della Posta - I Mezzotono            | piazza Santa Maria della Luce     |
| XIII     | 11 ottobre 2014   | Attilio Romita                               | - Renato Balduzzi, ex ministro della Salute per il suo legame appassionato con questo territorio - Stefano Pecorella, presidente del Parco Nazionale del Gargano per l'abnegazione con la quale persegue politiche di tutela e valorizzazione dell'immenso patrimonio naturale, culturale e umano del Gargano - Filippo Mantuano, ass. Alénn per il suo impegno costante e caparbio a vantaggio dì questo territorio, per aver saputo promuovere attraverso l'associazione di cui è presidente uno stile di vita sano e naturale - Davide Orlandi, organizzatore della Gargano running week per aver saputo trasformare un'intuizione in un progetto di spessore internazionale dalle solide basi - Giancarlo Piccirillo, direttore generale dell'Agenzia regionale Puglia Promozione per le politiche si sostegno ad un'idea di turismo legata alla sostenibilità ambientale e per aver creduto fermamente nell'affermazione di un brand "Puglia" | - Paranza dei Monti Lattari - Jazzabanna - Figli di Puglia          | piazza Santa Maria della Luce     |

## Curiosità
- Giulio Golia, è stato direttore artistico per diverse edizioni.
- L'edizione 2013 assume la denominazione Green Fest-Premio Ambiente Faraglioni di Puglia rispetto alle precedenti edizioni; sono state introdotte novità, come la degustazione di prodotti tipici locali accompagnata dai mercatini degli artisti di strada. Come conclusione della serata è stato effettuato un visual mapping sulla facciata della chiesa di Santa Maria della Luce a cura di gloWArp. La direzione artistica è stata affidata al MAD di Mattinata.
- L'edizione 2014 inizialmente non prevista, si è svolta l'11 ottobre come conclusione della Gargano Running Week. Da questa edizione ritorna la platea, se pur ridotta per il Gargano Running Week, con mercatini dell'artigianato e stand gastronomici.
- L'edizione 2015, inizialmente prevista il 10 ottobre, è stata annullata per le avverse condizioni climatiche, che hanno impedito lo svolgimento della serata.

## Costo
Di seguito sono elencati le somme impiegate per la realizzazione delle edizioni. Gli importi indicati sono disponibili nelle delibere comunali. Le prime edizioni sono realizzate con un sostegno economico da parte della Regione Puglia, Provincia di Foggia, Comunità Montana del Gargano, Parco Nazionale del Gargano, Camera di Commercio di Foggia
- Edizione 2002: ND
- Edizione 2003: ND
- Edizione 2004: ND
- Edizione 2005: ND
- Edizione 2006: 60000,00 €[3]
- Edizione 2007: 55000,00 €[4]
- Edizione 2008: 57880,00 €[5]
- Edizione 2009: 17864,00 €[6]
- Edizione 2010: ND
- Edizione 2011: ND
- Edizione 2012: 19700,00 €[7]
- Edizione 2013: 36500,00 €[8]